# Felix Langer
Felix Hugo Theodor Langer (Ratibor, 25. ožujka 1859. – Göttingen, 27. siječnja 1940.) je bio njemački general i vojni zapovjednik. Tijekom Prvog svjetskog rata zapovijedao je XXIV. pričuvnim korpusom na Zapadnom bojištu.

## Vojna karijera
Felix Langer rođen je 25. ožujka 1859. u Ratiboru. U vojsku je stupio 1879. kao kadet služeći u 30. pješačkoj pukovniji. Čin poručnika dostigao je u listopadu 1880. godine, dok od siječnja 1885. služi kao pobočnik u 2. bojnoj. U siječnju 1894. promaknut je u satnika, dok od srpnja 1900. zapovijeda satnijom u 43. pješačkoj pukovniji. U rujnu 1909. unaprijeđen je u bojnika, te je istodobno premješten u 176. pješačku pukovniju. U travnju 1911. postaje zapovjednikom pješačke pukovnije kojom zapovijeda iduće tri godine. U travnju 1914. promaknut je u čin general bojnika, te postaje zapovjednikom 54. pješačke brigade sa sjedištem u Ulmu na kojem mjestu dočekuje i početak Prvog svjetskog rata.

## Prvi svjetski rat
Na početku Prvog svjetskog rata 54. pješačka brigada nalazila se u sastavu 5. armije kojom je na Zapadnom bojištu zapovijedao njemački prijestolonasljednik princ Vilim. U siječnju 1915. Langer postaje zapovjednikom 242. pješačke brigade kojom zapovijeda do travnja 1916. kada preuzima zapovjedništvo nad 51. pričuvnom divizijom. Navedenom divizijom zapovijeda do kolovoza 1916. kada postaje zapovjednikom 28. pješačke divizije koja se nalazila u sastavu XIV korpusa. Zapovijedajući navedenom divizijom Langer sudjeluje u Bitci na Sommi u kojoj je divizija pretrpjela teške gubitke. Tijekom 1917. 28. pješačka divizija kojom je Langer zapovijedao držala je položaje oko Verduna i nakon toga u pokrajini Alsace. Za zasluge u zapovijedanju Langer je 8. listopada 1917. odlikovan ordenom Pour le Mérite. U siječnju 1918. Langer je promaknut u general poručnika, dok u veljači postaje zapovjednikom XXIV. pričuvnog korpusa. Navedenim korpusom zapovijedao je sve do kraja rata.

## Poslije rata
Nakon završetka rata Lagner je u siječnju 1919. najprije stavljen na raspolaganje, da bi konačno 20. ožujka 1919. bio umirovljen. Na 25-godišnjicu njemačke pobjede u Bitci kod Tannenberga promaknut je u počasni čin generala pješaštva.
Felix Langer preminuo je 27. siječnja 1940. u 81. godini života u Göttingenu.

## Vanjske poveznice
(eng.) Felix Langer na stranici Prussianmachine.com

(njem.) Felix Langer na stranici Deutschland14-18.de